# Gábor J. Székely
Gábor J. Székely (Budapest, 4 de febrero de 1947) es un estadístico y matemático de origen húngaro conocido por introducir el concepto de la distancia de energía. La distancia de energía se puede usar en diversos problemas de modelado estadístico, como los test de independencia estadística, el análisis clúster o de conglomerados, procedimientos de bondad de ajuste, o problemas de detección de cambios de tendencia.
Otras importantes contribuciones de Gábor J. Székely incluyen los Semigrupos húngaros, nuevos test de hipótesis para detectar cambios de localización en mixturas de distribución gaussianas, el principio de incertidumbre en la teoría de juegos, o la solución del siguiente problema combinatorio en el contexto de las apuestas de lotería: En una lotería con 90 números, donde debemos seleccionar 5 opciones, el número mínimo de boletos que hay que comprar para garantizar que al menos uno de estos boletos tenga al menos 2 aciertos es igual a 100.

## Vida y carrera
Székely cursó sus estudios en la prestigiosa universidad húngara Eötvös Loránd University, graduándose en 1970. Su primer supervisor fue el conocido matemático húngaro Alfréd Rényi. Un año más tarde, Székely recibió su doctorado en la misma universidad. En 1986, bajo la supervisión de Paul Erdős y Andrey Kolmogorov, recibió también el título de doctor de ciencias de la academia húngara. Durante los años 1970-1995 trabajo como profesor en su universidad natal Eötvös Loránd University en el departamento de teoría de probabilidad y estadística.
Entre 1985 y 1995, Székely fue el primer director de programa de los Semestres de Matemáticas de Budapest. Entre 1990 y 1997 fue el presidente fundador del Departamento de Estocástica del Instituto Tecnológico de Budapest (Universidad Técnica de Budapest) y redactor jefe de la revista Matematikai Lapok, revista oficial de la Sociedad Matemática János Bolyai.
En 1989 Székely fue profesor visitante en la Universidad de Yale, en 1990-91 ganó el premio de profesor distinguido Lukacs en la Universidad de Ohio. Desde 1995 hasta 2006 fue profesor en el Departamento de Matemáticas y Estadística de la universidad Bowling Green State University. Además, Székely fue asesor científico del centro de investigación Morgan Stanley en Nueva York y de Bunge en Chicago, también ayudó a crear el Centro de Modelización Matemática de Morgan Stanley en Budapest (2005) y el Instituto Matemático de Bunge (BMI) en Varsovia (2006) con el objetivo de mejorar la productividad de las empresas locales con el uso intensivo de métodos cuantitativos para la economía.
Desde 2006, Székely es Director del Programa de Estadística de la National Science Foundation. También es investigador del Instituto Rényi de Matemáticas de la Academia Húngara de Ciencias y autor de dos monografías, Paradoxes of Probability Theory and Mathematical Statistics y Algebraic Probability Theory (con Imre Z. Ruzsa).

## Premios
- Premio Rollo Davidson de la Universidad de Cambridge (1988).
- Miembro del Instituto de Estadística Internacional (1996).
- Miembro de la Asociación Americana de Estadística (2000).[17]
- Miembro del Instituto de Matemáticas Estadísticas (2010).[18]

## Libros
- Székely, G. J. (1986) Paradoxes in Probability Theory and Mathematical Statistics, Reidel.
- Ruzsa, I. Z. and Székely, G. J. (1988) Algebraic Probability Theory, Wiley.
- Székely, G. J. (editor) (1995) Contests in Higher Mathematics, Springer.
- Rao, C.R. and Székely, G.J. (2000) Statistics For The 21st Century: Methodologies For Applications Of The Future (Statistics, Textbooks And Monographs), New York, Marcel Dekker.[19]
- Guoyan Zheng, Shuo Li, Székely, G. J.(2017)Statistical Shape and Deformation Analysis, 1st Edition,  Academic Press.[20]
- Székely, G.J. and Rizzo, M.L. (2023) The Energy of Data and Distance Correlation, Chapman and Hall/CRC Press, Monographs on Statistics and Applied Probability Volume 171.[21]

## Selección  de trabajos más relevantes
- Székely, G. J. (1981–82) Why is 7 a mystical number? (in Hungarian) in: MIOK Évkönyv, 482-487, ed. Sándor Scheiber.
- Székely, G.J. and Ruzsa, I.Z. (1982) Intersections of traces of random walks with fixed sets, Annals of Probability 10, 132-136.
- Székely, G. J. and Ruzsa, I.Z. (1985) No distribution is prime, Z. Wahrscheinlichkeitstheorie verw. Geb. 70, 263-269.
- Székely, G. J. and Buczolich, Z. (1989) When is a weighted average of ordered sample elements a maximum likelihood estimator of the location parameter? Advances in Applied Mathematics 10, 439-456.
- Székely, G. J, Bennett, C.D., and Glass, A. M. W. (2004) Fermat's Last Theorem for rational exponents, The American Mathematical Monthly 11/4, 322-329.
- Székely, G. J. (2006) Student's t-test for scale mixtures. Lecture Notes Monograph Series 49, Institute of Mathematical Statistics, 10-18.
- Székely, G. J., Rizzo, M. L. and Bakirov, N. K. (2007) Measuring and testing independence by correlation of distances, The Annals of Statistics, 35, 2769-2794. arΧiv:0803.4101
- Székely, G. J. and Rizzo, M.L. (2009) Brownian distance covariance, The Annals of Applied Statistics, 3/4, 1233-1308. arΧiv:1010.0297
- Rizzo, M. L. and Székely, G. J. (2010) DISCO analysis: A nonparametric extension of analysis of variance, The Annals of Applied Statistics, 4/2, 1034-1055. arΧiv:1011.2288
- Székely, G.J. and Rizzo, M.L. (2013) Energy statistics: statistics based on distances, Invited paper, Journal of Statistical Planning and Inference, 143/8, 1249-1272.
- Székely, G.J.  and Rizzo, M.L. (2014) Partial distance correlation with methods for dissimilarities, The Annals of Statistics, 42/6, 2382-2412.

- Gábor J. Székely en el Mathematics Genealogy Project.